# Discocalyx listeri
Discocalyx listeri là một loài thực vật có hoa trong họ Anh thảo. Loài này được (Stapf) Mez & Stapf mô tả khoa học đầu tiên năm 1902.